# محمد الأمين محمد الهادي
محمد الأمين محمد الهادي شاعر وصحفي وسياسي صومالي، من مواليد 23 مايو 1967م في مدينة براوة الساحلية الواقعة جنوب الصومال.
عمل في وزارة الإعلام الصومالية في الفترة ما بين يناير 1985 إلى ديسمبر 1990م مذيعا للنشرات العربية في إذاعة مقديشو وقناة التلفزيون الرسمية، وكاتبا في جريدة نجمة أكتوبر، وأصبح نائب رئيس القسم العربي في الإذاعة. بدأ كتابة الشعر في سن مبكرة من طفولته، وكتب في الغزل وفي الوطنيات وفي كل المواضيع، ولم يكتف بكتابة الشعر بالطريقة العمودية بل كتب شعر التفعيلة وطرق أبوابا لم تكن تطرق عادة من قبل الشعراء الصوماليين".

## نشأته
ولد في مدينة براوة في 23 مايو 1967 وعندما وصل إلى الخامسة من عمره انتقل مع الأسرة في سن مبكرة إلى العاصمة مقديشو، وحين كان في سن السابعة لم يرض والده إلحاقه بالمدارس الحكومية التي كانت بدأت تدرس كل المواد باللغة الصومالية المكتوبة بالحروف اللاتينية، وفضّل أن يبقى ابنه معه يصحبه في الصباح إلى محله التجاري فيتعلم منه ويتقن بعضا من مهارات التجارة. ولكن والدته أصرت على أن تأخذه إلى المدرسة واستغلت وجود ابن خال لها بالقرب منها يسجل ابنه في المدرسة فطلبت منه أن يأخذ معه ابنها ويسجله أيضا. ولكن الوالد الذي لم يكن يرى لتلك المدرسة أية جدوى لم يعمل إجراءات استخراج شهادة الميلاد الضرورية للطفل حتى يتم إجراءات التسجيل فطلب الوالد مرارا إلى المدرسة ورفض الذهاب إليها إلى أن طُرِد الابن، وكانت تلك فرصته ليأخذ ابنه مرة أخرى ويصطحبه ليعلمه ما يراه أنفع له. وعندما بلغ سنا يمكن أن يلتحق فيها بالإعدادية ألحقه بمعهد الشيخ صوفي الديني الأزهري والذي كانت الدراسة فيه تبدأ من الإعدادية حسبما فرضت عليها الحكومة الثورية.

## في الصحافة والكتابة
التحق بالعمل الإعلامي في سن مبكرة إذ لم يبلغ الثامنة عشر حين عمل كاتبا بصفة رسمية في صحيفة “نجمة أكتوبر” اليومية الوحيدة التي كانت تصدرها وزارة الإعلام الصومالية. فصار محرِّر الشؤون الأدبية والثقافية فيها، وكانت له مقالتان في الجريدة أسبوعيًّا في الموضوعات الثقافية والاجتماعية منذ عام 1985 إلى حين انهيار الدولة الصومالية أواخر عام 1990م. وفي نفس العام الذي التحق فيه بالصحيفة كاتبا، تقدم ليعمل مذيعا في إذاعة مقديشو بعد إعلان حاجتها لمذيعين باللغة العربية فاجتاز اختبار الالتحاق بها وكان الأول من بين 150 متقدما، وأصبح من أبرز مذيعي النشرات الإخبارية العربية في الإذاعة وهو لا يزال في مقاعد الدراسة الثانوية. وقدَّم فيها برنامجه الثقافي الأسبوعي “مجلة الأسبوع” الذي كان يُعِدّه ويقدمه، ويسجل “رسالة الصومال” الأسبوعية التي كانت تبعث إلى الإذاعات العربية الشقيقة، وترقى فيها إلى موقع نائب رئيس القسم العربي في الإذاعة. وبعد عامين من عمله في الصحافة والإذاعة انتدب ليلتحق بالتلفزيون الصومالي مذيعا لنشرات الأخبار العربية فأبدى قدراته في التعامل مع الشاشة الصغيرة كما أبدى من قبل في مجال الكتابة والإذاعة السمعية. وكان عضوا في “نقابة الصحفيين الصوماليين”، وعضوا كذلك في “اتحاد الصحفيين الصوماليين المستقلين” الذي أنشئ بعد انهيار الدولة. كتب العديد من التقارير الصحفية والبحثية لعدد من المراكز.

## في السياسة
بحكم عمله في الصحافة، لم يكن اهتمام الشاعر بعيدا عن السياسة للارتباط الوثيق بينهما. لذلك كانت دراسته في البكالوريوس عن العلوم السياسية والدراسات الدولية كما تخصص في الماجستير عن العنف والصراع والتنمية. وكانت رسالته للماجستير عن أسباب فشل مؤتمرات المصالحة الصومالية الكثيرة.
وكانت بدايات الانخراط عندما برز كناشط سياسي ظهر خلالها في الكثير من القنوات العربية منها الجزيرة والحوار والعالم والبي بي سي والإذاعة الجزائرية والقسم الصومالي من إذاعة البي بي سي وكذلك القسم الصومالي من إذاعة صوت أمريكا وغيرها في تحليلات سياسية عن الواقع الصومالي.
خاض غمار السياسة من خلاله انتقاداته للتدخل الإثيوبي في الصومال عام 2007م، ونشط في أوساط المغتربين الصوماليين مشاركا لمؤتمرات المغتربين الصوماليين التي توالت في المهاجر في استوكهولم وبريستول ولندن والدوحة بعد الاحتلال بتجميع القوى لمواجهة العدوان الأثيوبي. وكان عضوا منظما وشارك بأوراق في هذه المؤتمرات وبمقالات دعا فيها إلى تجميع القوى الوطنية في تحالف لمواجهة الاحتلال الأثيوبي، وكان من المؤسسين مع المحاكم الإسلامية والبرلمانيين المنشقين عن حكومة عبد الله يوسف للتحالف الكبير باسم (تحالف إعادة تحرير الصومال)، الذي أعلن في أسمرة سبتمبر عام 2007م، وأصبح نائبا للمسؤول الإعلامي أحمد واييل، وبعد انشقاق التحالف التحق بجناح شيخ شريف الأكثر اعتدالا من جناح أسمرة، وأصبح عضوا في البرلمان الانتقالي الذي أسس في جيبوتي بعد اتفاقية السلام بين التحالف والحكومة الانتقالية عام 2009م. وقدم استقالته عن منصب النائب في البرلمان في أوائل عام 2011م بعد أن وجد انحرافا عن المسار الذي اتفق عليه في التحالف لكنها لم تقبل وبقي نائبا حتى نهاية الدورة البرلمانية عام 2013.
وبعدها لم ينشغل بالسياسة بل التحق بالعمل في البنك الإسلامي للتنمية منذ 2014 حيث يعمل حتى الآن مسؤولا عن مكافحة الهشاشة وبناء المنعة في الدول الأعضاء.

## في الشعر والأدب
أما الشعر فكان حفظه للكثير من النصوص الشعرية التي يجدها في الكتب التي يقرأها من مكتبة والده جعلته يحب الشعر ويلتصق به. وكانت مادة النصوص من أحب المواد لديه حيث كان يحفظ معظم النصوص الواردة في الدروس. وكان يدندن بأبيات الشعر في حالات خلوته منشدا لها بطريقته الخاصة. ولكن الغريب أن الشيء الذي لم يعلمه والده ولم يكن يود أن يعلمه هو فن العروض والقوافي، بل عندما طلب منه الابن ذلك قال له “هذا فن إذا تعلمته ستحاول كتابة الشعر، وإذا بدأته لن تقف، وإذا لم تقف فسيكون منزلقا لك قد يفتنك”. ولكن الفتى لم يقتنع بذلك ورغم أنه لم يتلق درسا في هذا الفن إلا أنه كتب أول قصيدة مكونة من عشرة أبيات وهو في سن الرابعة عشر، وعرضها على والده وكانت في مدح الرسول وأجازها الوالد وزنا وقافية ومعنى وقال له «قد بدأت الطريق التي لم أكن أحبها لك، أما وقد بدأتها فإني أحذرك من فتنها».
وبعدها بدأ الشاب يكتب في الغزل وفي الوطنيات وفي كل المواضيع، ولم يكتف بكتابة الشعر بالطريقة العمودية بل كتب شعر التفعيلة أيضا التي هاجمها مرة في مقالاته في بداية أمره، وطرق أبوابا لم تكن تطرق عادة من قبل الشعراء الصوماليين. وكان يخفي الكثير مما يكتب مما لا يناسب مزاج والده ويطلعه على ما يحب من مدائح للرسول في مناسبات المولد النبوي الشريف. وأصبح الشعر هما يعتصره ويوقظه بالليل ويدخل عليه خلواته. فملأ الدفاتر بكثير منه ولم يكن مهتما بطباعته أو نشره، وعلى مدى السنين وتقلبات الدهر ضاع منه الكثير وبقي منه القليل وما بقي ليس بالنسبة إلى غيره من شعراء الصومال قليلا.
وفي وزارة الإعلام حيث كان يعمل تعرف على الشاعر الصومالي الكبير أحمد عمر الأزهري الذي كان حينها نقيب الصحفيين الصوماليين ومدير المطبوعات في وكالة الأنباء الصومالية “سونا” وتوطدت بينهما العلاقة الشعرية. وفي خلال هذه الفترة كتب قصائده الوطنية الثائرة. ووصل مستوى شعره إلى أن يدعى ليمثل الصومال في مهرجان المربد الشعري العاشر في بغداد عام 1989م حيث ألقى قصائده لأول مرة أمام جمهور الشعراء العرب. وبعدها لم يستمر المربد إذ عصفت به ما عصف بالجمهورية العراقية من أزمات أدت في النهاية إلى غزوها واحتلالها.
وبعد انهيار الدولة الصومالية هرب مع أسرته الكبيرة إلى مومباسا بكينيا عن طريق البحر، وفي السفينة التي نقلته إلى مومباسا كتب قصيدته البكائية “الرحيل إلى المتاهة”. وفي كينيا توطدت علاقته مع شعراء وعلماء شرق أفريقيا حيث اصطحبوه في زياراتهم وألف وألقى الكثير من القصائد في الكثير من المناسبات الدينية والاجتماعية وربما وجد هناك متذوقين للشعر أكثر من الصومال. وتزوج من بنت خاله في ممباسا 1992م.
وصفه الصحفي المصري عبد العاطي مبارك الفايدي بأنه نزار الصومال بل إفريقيا فشعره «يرشح حبا وغزلا وعشقا وجمالا وسحرا وبيانا وحكمة تجسده في محراب قصيدته ذات المفردات والمعاني البكر الرشيد». كما قال عنه أنه «امتلك وجه الكلمة المشرقة. ومن ثم حمل في جعبته وغربته هموم وأحزان وآمال وطنه الذبيح معه، في خريطة الذكريات، شاديا شرقا وغربا بعبقرية المحبوبة والوطن المسافر معه بنبضه وهمساته، وفي واقعه وخياله، ورسم مسارات مستقبله من خلال واحة الحب بلغة أصيله منقوشة بالمعايير الفنية يحسها كل متذوق»
«فشعره غزلي وطني اجتماعي ديني إصلاحي، وقد صنع من ملامح رؤية شخصية هذا الإنسان الأفريقي العربي هنا منذ لحظة التكوين فشعره سلسلة فرط حنين وغزل وعشق لا تستطيع ان تترك القصيدة بل الديوان دون أن تنتهي منها لفيض جمالها وروعة تصويرها وتدفق المعاني والأخيلة في صور راقية متباينة متدفقة دائما».

## مواضيعه
كتب الشاعر في الوطنيات وذلك في معظم ديوانه «نقوش على جراح الوطن الذبيح» والإسلاميات والتي ضم معظمها ديوانه «لعينيك يا قدس» وكتب في الذوقيات والمدائح والشعر الصوفي والذي ضمه في ديوانه «أشواق وأذواق» أما تجربته في شعر التفعيلة فكانت في ديوان «غابات من العنبر» وله في الإخوانيات وشعر التأمل، ولكن الغالب على شعره هو الغزل وضمته دواوينه «عبير الأبد» و«توقيعات عاشق» و«لا تفطميني عن هواك حبيبتي».

### مؤلفاته ودواوينه:[6]
1. عبير الأبد (ديوان شعر)[10]
2. نقوش على جراح الوطن الذبيح (ديوان شعر)[11]
3. توقيعات عاشق (ديوان شعر)[12]
4. أشواق وأذواق (ديوان شعر)[13]
5. لعينيك ياقدس (ديوان شعر)[14]
6. لا تفطميني عن هواك حبيبتي (ديوان شعر)[15][16][17]
7. غابات من العنبر (ديوان شعر)[18][19]
8. أنت أبهى (ديوان شعر)[20]
9. أوتار مبعثرة (ديوان شعر)[21][22]
10. ليل الأشباح (قصص قصيرة)[6]
11. حاج عيسى (رواية نشرت على حلقات في جريدة نجمة أكتوبر)[6]
12. قصة حب (رواية نشرت على حلقات في جريدة نجمة أكتوبر)[6]
13. الشعر العربي الصومالي (دراسة ضائعة)[6]